# Communauté de communes Côte Landes Nature
La communauté de communes Côte Landes Nature est une communauté de communes française, située dans le département des Landes et la région Nouvelle-Aquitaine.
Elle est membre du Pays Landes Nature Côte d'Argent

## Territoire communautaire

### Géographie
Située à l'ouest  du département des Landes, la communauté de communes Côte Landes Nature regroupe 10 communes et présente une superficie de 607,3 km2.

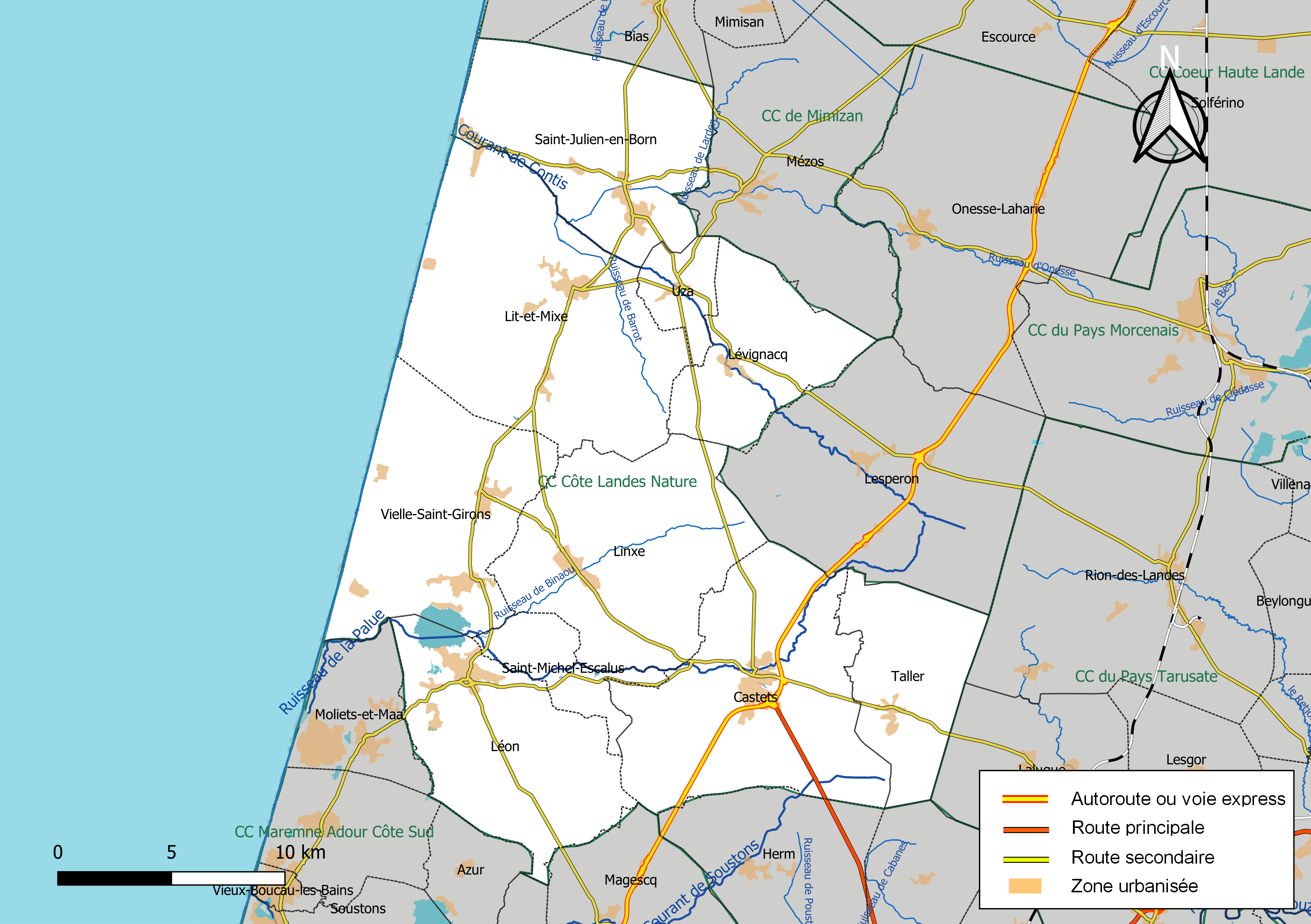
Carte de la communauté de communes Côte Landes Nature au 1er janvier 2019.

### Composition

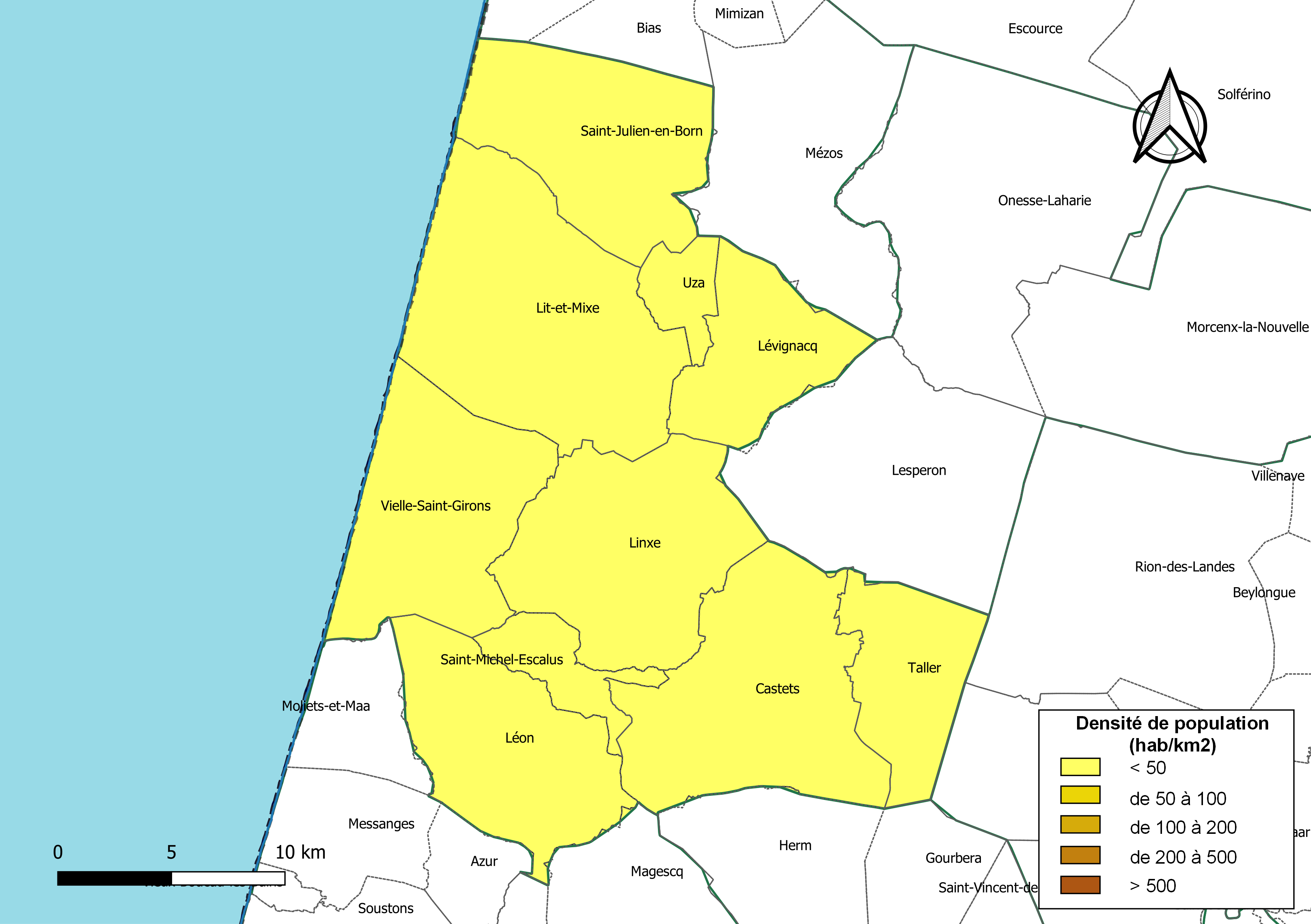
Carte des densités de population (millésimée 2016) des communes de la communauté de communes Côte Landes Nature. Composition en communes au 1er janvier 2019.

La communauté de communes est composée des 10 communes suivantes :

| Nom                  | Code Insee | Gentilé                      | Superficie (km2) | Population (dernière pop. légale) | Densité (hab./km2) |
| -------------------- | ---------- | ---------------------------- | ---------------- | --------------------------------- | ------------------ |
| Castets (siège)      | 40075      | Castésiens                   | 90,18            | 2 510 (2022)                      | 28                 |
| Léon                 | 40150      | Léonnais                     | 64,45            | 2 182 (2022)                      | 34                 |
| Lévignacq            | 40154      | Levignacquois                | 42,32            | 345 (2022)                        | 8,2                |
| Linxe                | 40155      | Linxois                      | 80,93            | 1 550 (2022)                      | 19                 |
| Lit-et-Mixe          | 40157      | Litois                       | 112,95           | 1 704 (2022)                      | 15                 |
| Saint-Julien-en-Born | 40266      | Juliennois                   | 72,93            | 1 738 (2022)                      | 24                 |
| Saint-Michel-Escalus | 40276      | Saint-Michelois-Escalusiens  | 17,59            | 324 (2022)                        | 18                 |
| Taller               | 40311      | Tallésiens                   | 41,07            | 680 (2022)                        | 17                 |
| Uza                  | 40322      | Uzaquois                     | 12,88            | 188 (2022)                        | 15                 |
| Vielle-Saint-Girons  | 40326      | Vieillois et Saint-Gironnais | 72,03            | 1 451 (2022)                      | 20                 |

### Démographie
| 1968  | 1975  | 1982  | 1990  | 1999  | 2010   | 2015   | 2021   |
| ----- | ----- | ----- | ----- | ----- | ------ | ------ | ------ |
| 8 471 | 8 356 | 8 204 | 8 652 | 9 255 | 10 531 | 11 317 | 12 431 |

## Historique
Sa création date du 21 décembre 2001 pour une prise d'effet au 31 décembre 2001 sous l'appellation initiale de « communauté de communes du canton de Castets ». Le second mandat des élus a pris effet le 18 avril 2008, après le renouvellement des conseils municipaux en mars. Le conseil communautaire comprend 34 délégués, désignés par les conseils municipaux, leur nombre étant déterminé en fonction du nombre d'habitants et ne peut être inférieur à 2 délégués par commune.
Cette petite communauté de communes de près de 10 000 habitants, située sur le littoral sud du département des Landes, s’appuie sur les limites du canton de Castets. Elle représente ce que l'on peut considérer comme une « anomalie » dans le paysage touristique du littoral sud de la France. En effet, lors de la mise en route de la Mission Interministérielle d'Aménagement de la côte Aquitaine, fin des années 1960, début des années 1970, ce territoire littoral qui va de Contis à Moliets a été classé comme un Secteur d'équilibre naturel permettant de « faire respirer » des zones à aménager (les Unités Principales d'Aménagement) tout au long de la Côte Aquitaine. Cette classification, accentuée par la Loi littoral de 1986, a figé le paysage local depuis une trentaine d’années.
La longue plage de sable longée par l'océan Atlantique, où débouche le célèbre courant d'Huchet, est devenue emblématique de la côte d'Aquitaine.
En plus de ses 27 kilomètres de plage, un réseau de pistes cyclables (pour VTC et VTT) dans un espace boisé à plus de 90 % de pins et de chênes-lièges donne un ordre d'idées du paysage présent. 40 % des vacanciers disent y venir plus de quatre fois en séjour touristique.
Les principales communes de cette communauté, dont la densité de population atteint 16 habitants au km², sont au nombre de dix : Vieille-Saint-Girons, Lit-et-Mixe et Saint-Julien-en-Born/Contis ont accès à l'océan, Léon est au bord d'un lac et Castets sert de porte d'entrée à la Côte Sud des Landes sur la route nationale 10 qui relie Bordeaux à l'Espagne.
Lévignacq, Linxe, Saint-Michel-Escalus, Taller et Uza maillent l'intérieur des terres de cette région historique du Marensin.

## Historique du logo

Ancien logo
Logo depuis 2018